# Sodji Vrh
Sodji Vrh je naselje u slovenskoj Općini Semiču. Sodji Vrh se nalazi u pokrajini Dolenjskoj i statističkoj regiji Donjoposavskoj regiji. 

## Stanovništvo
Prema popisu stanovništva iz 2002. godine naselje je imalo 28 stanovnika.